# William D. Rogers
William Dill Rogers (Wilmington, 12 de mayo de 1927-Upperville, 22 de septiembre de 2007) fue un abogado estadounidense. Se desempeñó como subsecretario de Estado de los Estados Unidos para Asuntos Interamericanos (octubre de 1974-junio de 1976) y como subsecretario de Estado de Asuntos Económicos (junio de 1976-enero de 1977) bajo el entonces secretario de Estado Henry Kissinger en la administración del presidente Gerald Ford.

## Biografía
Nacido en Delaware, se especializó en asuntos internacionales en la Universidad de Princeton y se graduó de la Escuela de Derecho Yale en 1951.
En la década de 1950, se unió al bufete de abogados Arnold, Fortas & Porter (actual Arnold & Porter) y participó en la exitosa defensa legal de Owen Lattimore, académico acusado de ser un espía soviético.
Demócrata, entre 1961 y 1965 trabajó para la Alianza para el Progreso como coordinador adjunto bajo las presidencias de John F. Kennedy y Lyndon B. Johnson. Renunció criticando la disminución de la ayuda financiera a América Latinas mientras aumentaban los gastos destinados a la guerra de Vietnam, y por oposición a la ocupación estadounidense de la República Dominicana (1965-1966). Regresó al bufete de abogados Arnold, Fortas & Porter y presidió el Centro de Relaciones Interamericanas y la Sociedad Estadounidense de Derecho Internacional.
En 1972 el secretario de Estado Henry Kissinger lo invitó a sumarse al Departamento de Estado de los Estados Unidos durante la presidencia del republicano Richard Nixon como asesor legal, pero rechazó el cargo. Aceptó un nombramiento en el Departamento de Estado tras la renuncia de Nixon. Bajo la administración Gerald Ford, fue subsecretario de Estado para Asuntos Interamericanos (octubre de 1974-junio de 1976) y subsecretario de Estado de Asuntos Económicos (junio de 1976-enero de 1977).
En el Departamento de Estado, participó de la planificación del traspaso a Panamá de la Zona del Canal de Panamá, la aplicación de sanciones contra el régimen de Ian Douglas Smith en Rodesia y en conversaciones secretas con representantes de Fidel Castro para mejorar las relaciones con Cuba. Fue criticado por las relaciones con Chile bajo la dictadura de Augusto Pinochet.
En 1980 fue enviado presidencial de Jimmy Carter para investigar un caso de asesinato de cuatro misioneras estadounidenses por las fuerzas de seguridad de El Salvador. Durante la presidencia de George H. W. Bush contribuyó a formular la justificación legal de la invasión estadounidense a Panamá en 1989.
Estuvo entre los miembros fundadores en 1982, y desde 2004 hasta su muerte fue vicepresidente de la consultora Kissinger Associates en Nueva York de Kissinger. Integró el Consejo de Relaciones Exteriores, siendo copresidente del grupo de trabajo de Cuba.
Falleció en septiembre de 2007 en cercanías de su hogar en Upperville (Virginia) por un ataque cardíaco durante una cacería de zorros.

## Publicaciones
- Charles E. Clark, William D. Rogers, "The New Judiciary Act of Puerto Rico: A Definitive Court Reorganization", 61 Yale Law Journal,  1147, No. 7, Nov. 1952.
- William D. Rogers, (1967) The Twilight Struggle: The Alliance for Progress and the Politics of Development in Latin America, New York: Random House.
- William D. Rogers, "United States Investment in Latin America: A Critical Appraisal, 11 Virginia Journal of International Law 246 (1970-71).
- William D. Rogers, "The Constitutionality of the Cambodian Incursion", American Journal of International Law, vol. 65, No. 1, Jan. 1971, at 26, at JSTOR database.
- William D. Rogers, "Of Missionaries, Fanatics, and Lawyers: Some Thoughts on Investment Disputes in the Americas", American Journal of International Law, vol. 72,  No. 1,  (Jan. 1978), at 1-16. at JSTOR database
- William D. Rogers, "The United States and Latin America", Foreign Affairs, vol. 63, No. 3, 1984, at 560-80.
- Louis Henkin, Michael J. Glennon, William D. Rogers eds., (1990) Foreign Affairs and the U.S. Constitution, Irvington on Hudson, New York: Transnational Publishers.
- William D. Rogers, ""Power" to "Law": It's Not as Bad as All That", 23 Wisconsin International Law Journal, 1, at 39-47.
- William D. Rogers, "Fleeing the Chilean Coup: The Debate of U.S. Complicity", International Affairs, Jan.-Feb. 2004.
- William D. Rogers, "Why Keep a Lonely Stance on Cuba?", Los Angeles Times,  Nov. 13, 1998.